# 黑爾默河

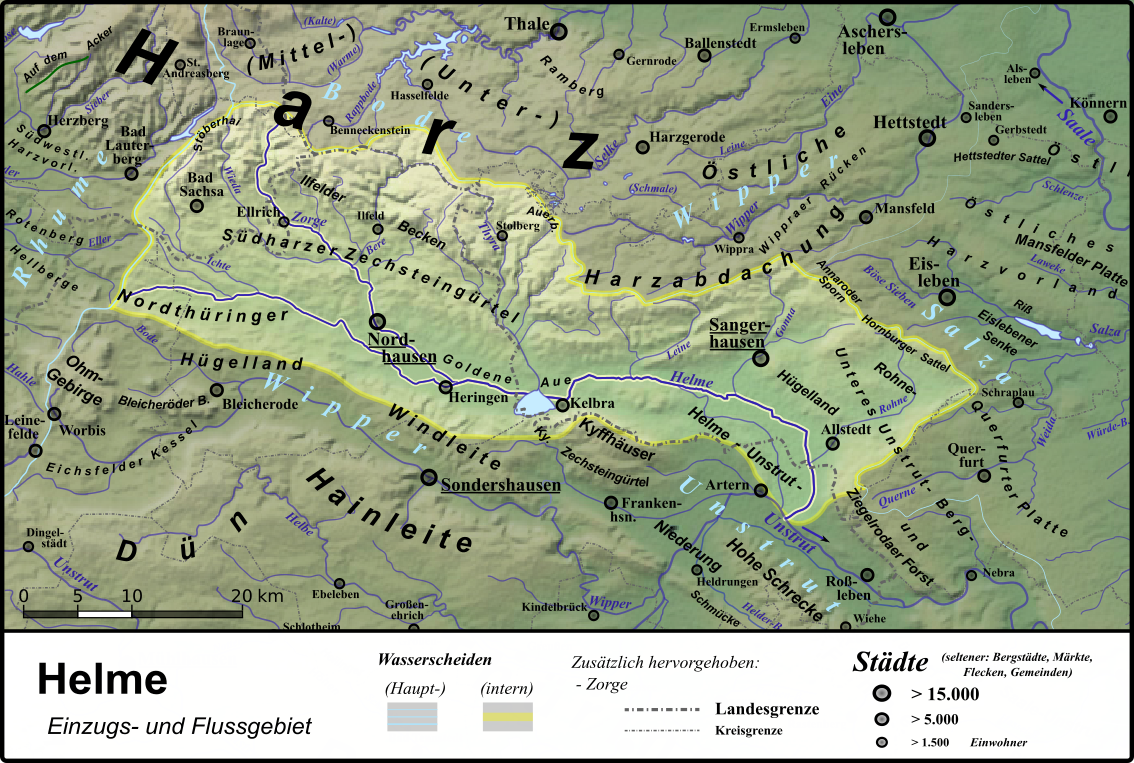

51°20′24″N 11°19′50″E / 51.3401°N 11.3306°E
黑爾默河（德語：Helme，發音：[ˈhɛlmə] ⓘ）是德國图林根州和萨克森-安哈尔特州的河流，位於該國西北部，屬於溫斯特魯特河的左支流，河道全長81公里，流域面積1,318平方公里，河口處在卡爾布斯里特附近。